# Liste des souverains de Hesse
La liste des souverains de Hesse réunit les souverains ayant régné sur le territoire de la Hesse historique à travers différents régimes politiques (landgraviats, électorat, grand-duché).

Armoiries de la Hesse.

## Hesse (1275-1567)
- 1275-1308 : Henri Ier « l'Enfant »
- 1308-1311 : Jean (Basse-Hesse) et Othon Ier (Haute-Hesse), fils du précédent
- 1311-1328 : Othon Ier seul
- 1328-1376 : Henri II « le Fer », fils du précédent
- 1376-1413 : Hermann II « le Savant », neveu du précédent
- 1413-1458 : Louis Ier « le Pacifique », fils du précédent

À la mort de Louis Ier, la Hesse est divisée entre ses deux fils, en Basse-Hesse (de) et Haute-Hesse.

### Haute-Hesse(Marbourg)
- 1458-1483 : Henri III « le Riche »
- 1483-1500 : Guillaume III « le Jeune », fils du précédent

La mort de Guillaume II permet la réunification de la Hesse.

### Basse-Hesse(de)(Cassel)
- 1458-1471 : Louis II « le Franc »
- 1471-1493 : Guillaume Ier « l'Ancien », fils du précédent
- 1493-1509 : Guillaume II « le Cadet », frère du précédent

- 1509-1567 : Philippe Ier « le Magnanime », fils de Guillaume II

À la mort de Philippe Ier, la Hesse est divisée entre ses quatre fils.

## Hesse-Cassel (1567-1803)
- 1567-1592 : Guillaume IV, fils aîné de Philippe Ier
- 1592-1632 : Maurice « l'Éclairé », fils du précédent
- 1632-1637 : Guillaume V, fils du précédent
- 1637-1663 : Guillaume VI, fils du précédent
- 1663-1670 : Guillaume VII, fils du précédent
- 1670-1730 : Charles, frère du précédent
- 1730-1751 : Frédéric Ier, fils du précédent
- 1751-1760 : Guillaume VIII, frère du précédent
- 1760-1785 : Frédéric II, fils du précédent
- 1785-1803 : Guillaume IX, fils du précédent, devient électeur de Hesse

### Hesse-Rotenbourg (1627-1658), puis Hesse-Rheinfels-Rotenbourg (1658-1834)
- 1627-1658 : Hermann IV, troisième fils de Maurice
- 1658-1693 : Ernest, frère du précédent
- 1693-1725 : Guillaume, fils du précédent
- 1725-1749 : Ernest-Léopold, fils du précédent
- 1749-1778 : Constantin, fils du précédent
- 1778-1806 : Charles-Emmanuel, fils du précédent, déposé
- 1813-1834 : Victor-Amédée, fils du précédent

### Hesse-Rheinfels(en)(1627-1693)
- 1627-1693 : Ernest, cinquième fils de Maurice

Ernest hérite de la Hesse-Rotenburg en 1655. Ses successeurs sont connus en tant que landgraves de Hesse-Rotenburg.

### Hesse-Eschwege(de)(1632-1655)
- 1632-1655 : Frédéric, huitième fils de Maurice

Il meurt sans descendance, et la Hesse-Eschwege est réunie à la Hesse-Rotenburg.

### Hesse-Wanfried (1676-1755)
- 1676-1711 : Charles, deuxième fils d'Ernest de Hesse-Rheinfels
- 1711-1731 : Guillaume II, fils du précédent
- 1731-1755 : Christian, frère du précédent

Il meurt sans descendance, et la Hesse-Wanfried est réunie à la Hesse-Rotenburg.

### Hesse-Philippsthal (1663-1866)
- 1663-1721 : Philippe, troisième fils de Guillaume VI de Hesse-Cassel
- 1721-1770 : Charles Ier, fils du précédent
- 1770-1806 : Guillaume, fils du précédent, déposé
- 1813-1816 : Louis, fils du précédent
- 1816-1849 : Ernest-Constantin, frère du précédent
- 1849-1866 : Charles II, fils du précédent

La Hesse-Philippsthal est annexée par le royaume de Prusse en 1866.

### Hesse-Philippstal-Barchfeld (1721-1866)
- 1721-1761 : Guillaume, deuxième fils de Philippe de Hesse-Philippstal
- 1761-1777 : Frédéric, fils du précédent
- 1777-1803 : Adolphe, frère du précédent
- 1803-1806 : Charles, fils du précédent, déposé
- 1813-1854 : Charles, restauré
- 1854-1866 : Alexis, fils du précédent

La Hesse-Philippstal-Barchfeld est annexée par le royaume de Prusse en 1866.

## Hesse-Marbourg (1567-1604)
- 1567-1604 : Louis IV, deuxième fils de Philippe Ier

Il meurt sans enfants, et la Hesse-Marbourg est divisée entre ses neveux Maurice de Hesse-Cassel et Louis V de Hesse-Darmstadt.

## Hesse-Rheinfels(en)(1567-1583)
- 1567-1583 : Philippe II « le Jeune », troisième fils de Philippe Ier

Il meurt sans enfants, et la Hesse-Rheinfels est divisée entre ses trois frères.

## Hesse-Darmstadt (1567-1806)
- 1567-1596 : Georges Ier le Pieux, quatrième fils de Philippe Ier
- 1596-1626 : Louis V, fils du précédent
- 1626-1661 : Georges II, fils du précédent
- 1661-1678 : Louis VI, fils du précédent
- 1678-1678 : Louis VII, fils du précédent
- 1678-1739 : Ernest-Louis, frère du précédent
- 1739-1768 : Louis VIII, fils du précédent
- 1768-1790 : Louis IX, fils du précédent
- 1790-1806 : Louis X, fils du précédent, devient grand-duc de Hesse

### Hesse-Butzbach (1609-1643)
- 1609-1643 : Philippe III, deuxième fils de Georges Ier

### Hesse-Hombourg (1622-1866)
- 1622-1638 : Frédéric Ier, troisième fils de Georges Ier
- 1638-1669 : Guillaume-Christophe, fils du précédent
- 1669-1671 : Georges-Christian, frère du précédent
- 1680-1708 : Frédéric II, frère du précédent
- 1708-1746 : Frédéric III, fils du précédent
- 1746-1751 : Frédéric IV, neveu du précédent
- 1751-1820 : Frédéric V, fils du précédent
- 1820-1829 : Frédéric VI, fils du précédent
- 1829-1839 : Louis-Guillaume, frère du précédent
- 1839-1846 : Philippe, frère du précédent
- 1846-1848 : Gustave, frère du précédent
- 1848-1866 : Ferdinand, frère du précédent

### Hesse-Braubach (1625-1651)
- 1625-1651 : Jean, deuxième fils de Louis V

### Hesse-Itter (1661-1676)
- 1661-1676 : Georges III, deuxième fils de Georges II

## Électeurs de Hesse (1813-1866)
- 1803-1807 : Guillaume Ier, déposé
- 1813-1821 : Guillaume Ier, restauré
- 1821-1847 : Guillaume II, fils du précédent
- 1847-1866 : Frédéric-Guillaume Ier, fils du précédent

L'électorat de Hesse est annexé par le royaume de Prusse en 1866.

## Grands-ducs de Hesse (1806-1918)
- 1806-1830 : Louis Ier
- 1830-1848 : Louis II, fils du précédent
- 1848-1877 : Louis III, fils du précédent
- 1877-1892 : Louis IV, neveu du précédent
- 1892-1918 : Ernest-Louis, fils du précédent, abdique